# 사우스랜드 지방

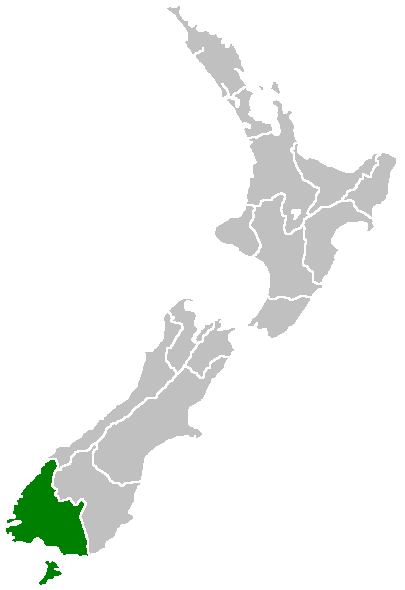
사우스랜드 지방의 위치

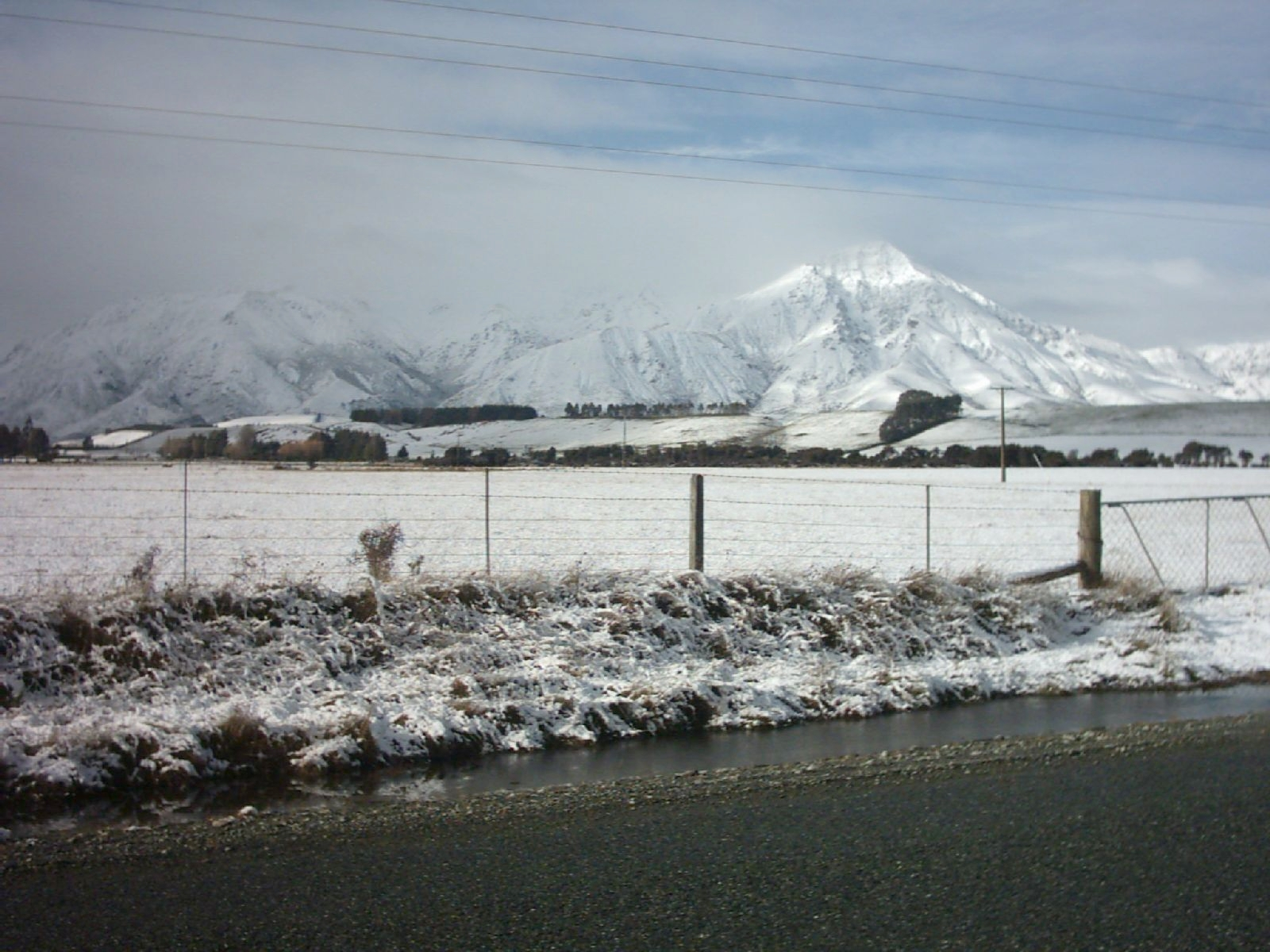

사우스랜드 지방(영어: Southland Region, 마오리어: Murihiku)는 뉴질랜드 남섬 최남단 지방이다. 이 지역에 같은 이름의 지역도 있다. 면적은 2만 8681km2이다. 이 지역의 대표적인 도시로는 인버카길이 있고, 그 외에 구로는 고어(Gore)가 있다.

## 개요
원래는 오타고 지방의 일부였던 사우스랜드 지방은 1861년부터 1870년까지 뉴질랜드의 주였다. 사우스랜드 주는 경제적 어려움으로 인해 오타고 지방으로 다시 통합되었지만, 1876년 뉴질랜드의 주는 모두 폐지되었다.

## 행정 구역
사우스랜드에 속하는 행정 구역으로 3개의 행정 구역이 존재한다.
- 인버카길시(Invercargill City)
- 스튜어트섬/라키우라(Stewart Island/Rakiura)
- 고어구(Gore District)

## 주민
2001년 인구조사에서 인구는 91,002명으로 1996년 인구 조사에서 비해 6,096명 감소하여, 뉴질랜드에서 인구가 가장 희박한 지역이 되었다.

### 정치
사우스랜드는 2개의 국정 선거구로 분할된다. 지역 선출 국회의원은 빌 잉글리쉬(클루사 = 사우스랜드)와 에릭 로이(인버카길)이다. 양자는 모두 야당인 국민당에 소속되어 있다.

### 지방 정부
사우스랜드 광역 자치 단체는 사우스랜드 지방 그리고 인버카길 시의 각 지방 정부 소재지는 인버카길이다. 사우스랜드 지방은 윈튼과 럼즈덴 타운과 스튜어트 섬 전역이 포함된다.

## 관광
7,860km2의 넓이를 자랑하는 피오르드랜드 국립공원이 있다. 또한 대부분이 라키우라 국립공원으로 보호되고 있는 스튜어트섬도 관할 하에 있다. 관광 수입은 사우스랜드 지역 경제의 주요 요소가 되고 있으며, 2003년에는 3억 6,800만 뉴질랜드 달러의 소득이 있었다. 이 중 9,200만 뉴질랜드 달러는 피오르드 랜드 지역에서 벌들인 것이다.